# بحيرة سيفان
بحيرة سيفانا ليتش هي أكبر بحيرة في أرمينيا وواحدة من أكبر البحيرات على ارتفاع عال في العالم. تقع بحيرة سيفان في الجزء المركزي لجمهورية أرمينيا، داخل مقاطعة محافظة غغاركونيك، على ارتفاع 1900 متر فوق مستوى سطح البحر. المساحة الإجمالية للحوضه حوالي 5000 كم2، والبحيرة نفسها 940 كم2، وحجم هو 34.0 مليار متر مكعب. ويغذيه 28 الأنهار ومجاري المياه. يتم تصريف 10 ٪ فقط من المياه الخارجة من النهر (Razdan) هرازدان، في حين أن يتبخر 90 ٪ المتبقية.

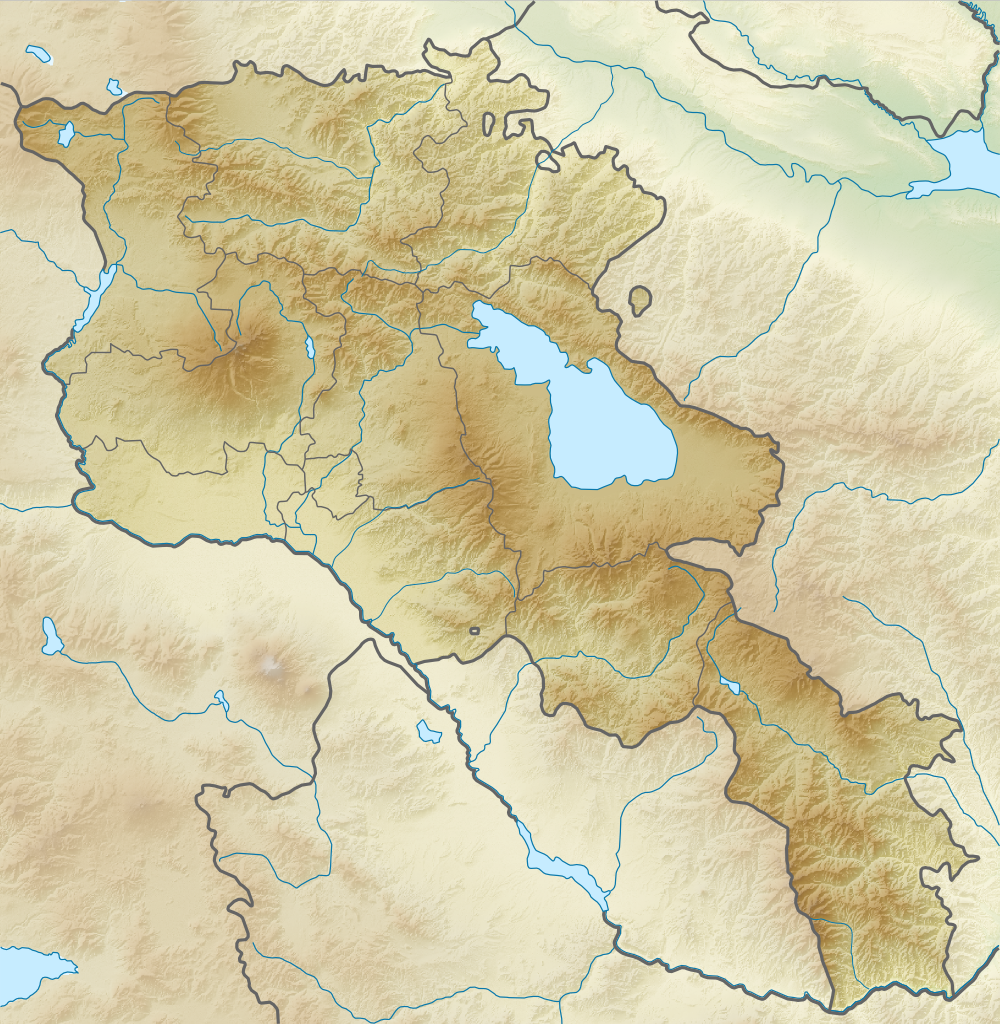
البحيرة في أرمينيا

قبل تدخل الإنسان بشكل جذري من النظام الإيكولوجي بحيرة سيفان، وكانت البحيرة في عمق 95 مترا، يغطي مساحة 1360 كيلومتر مربع (5 ٪ من مساحة أرمينيا بأكملها)، وكان حجم كيلومتر مكعب (58) ومحيط من 260 كم. وكان على سطح البحيرة على ارتفاع 1950 متر فوق مستوى سطح البحر. إلى جانب بحيرة فان، وبحيرة أورميا، اعتبر سيفان واحدة من البحيرات الثلاث الكبرى من المملكة الأرمنية التاريخية ، يشار إلى أنه بحار أرمينيا، بل هو واحد فقط داخل حدود جمهورية أرمينيا اليوم. شبه الجزيرة Sevanavank {سيفانافانك} (سابقا جزيرة) هي المنطقة التاريخية من البحيرة عند شواطئه الشمالية.

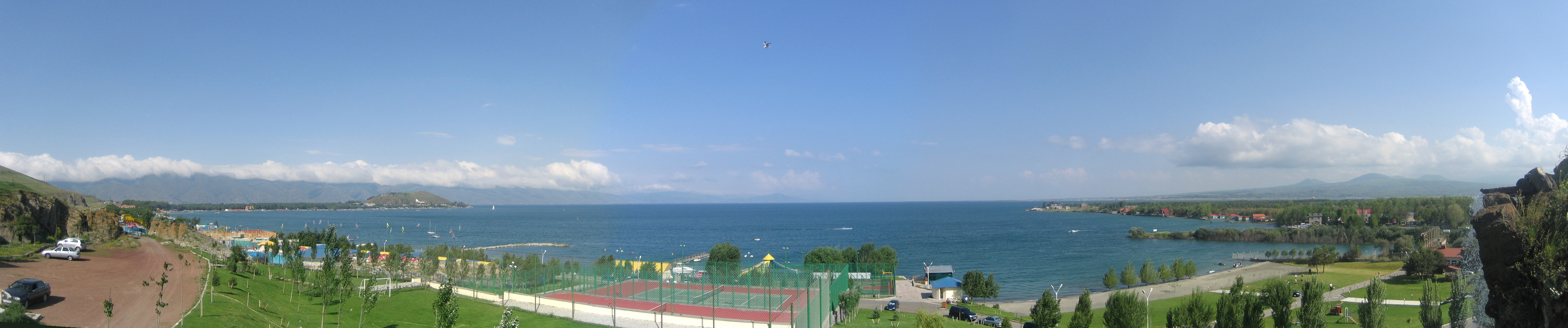
منظر بانورامي للشاطئ الشمالي الغربي للبحيرة

## معرض صور

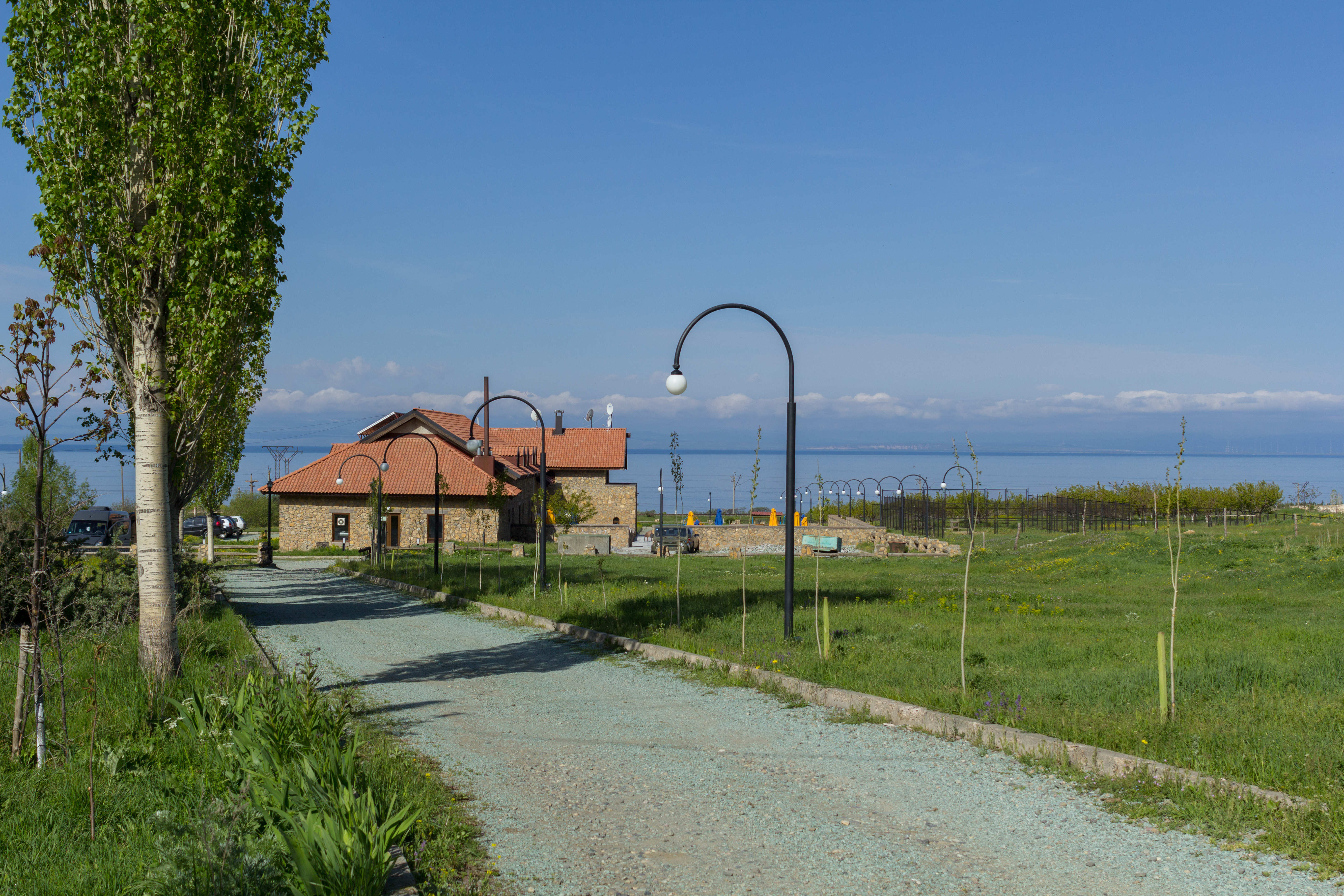
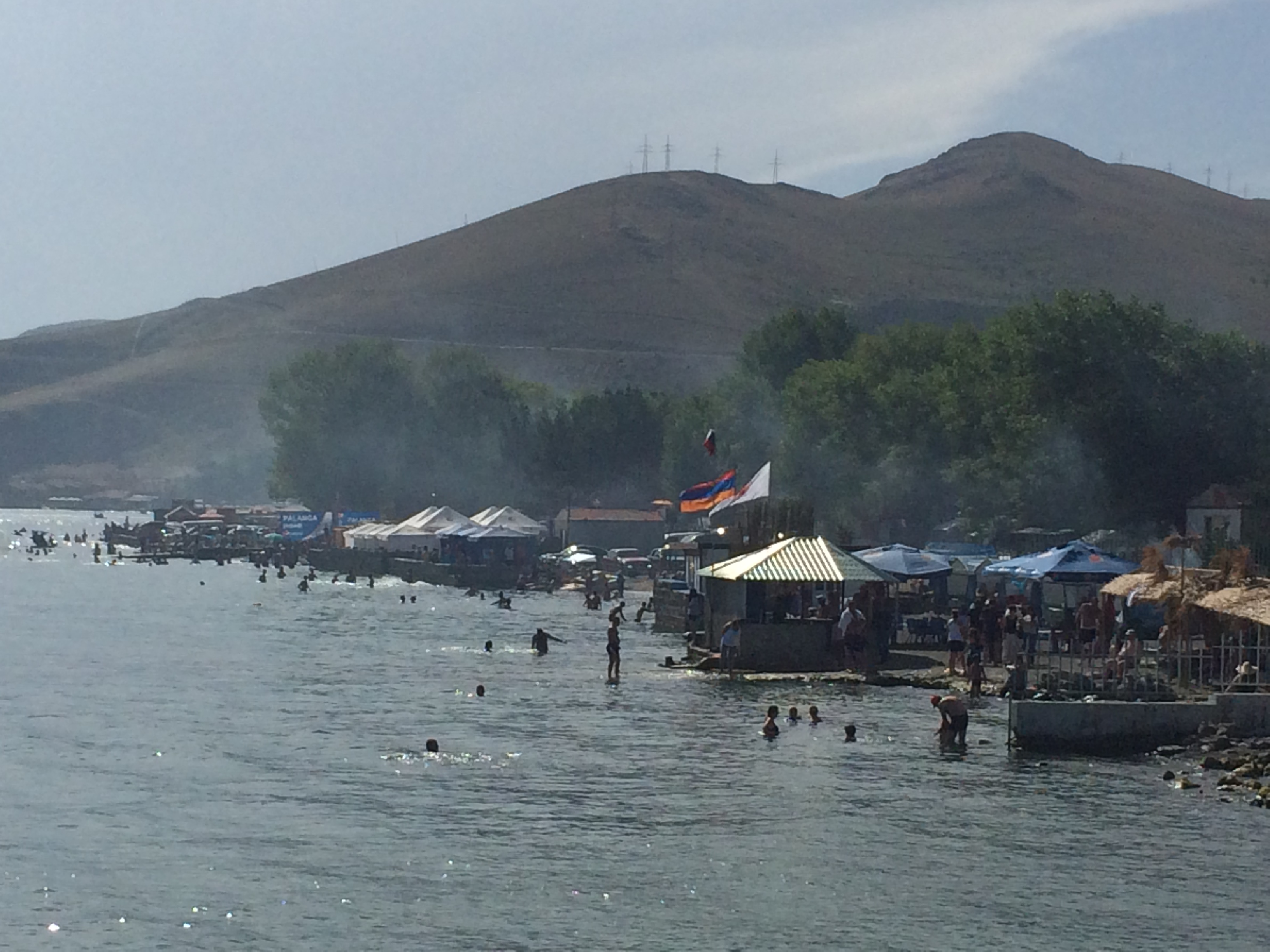
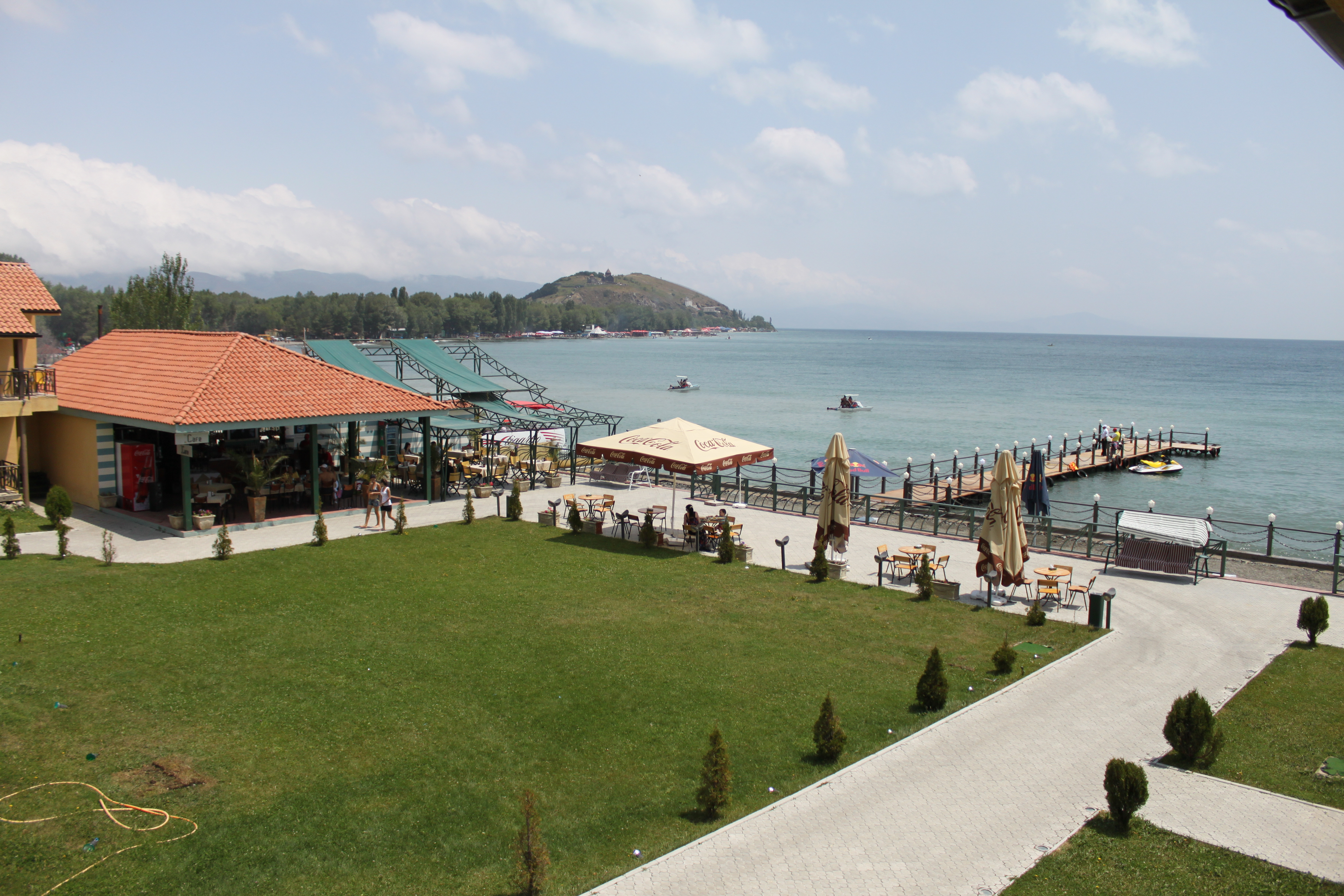
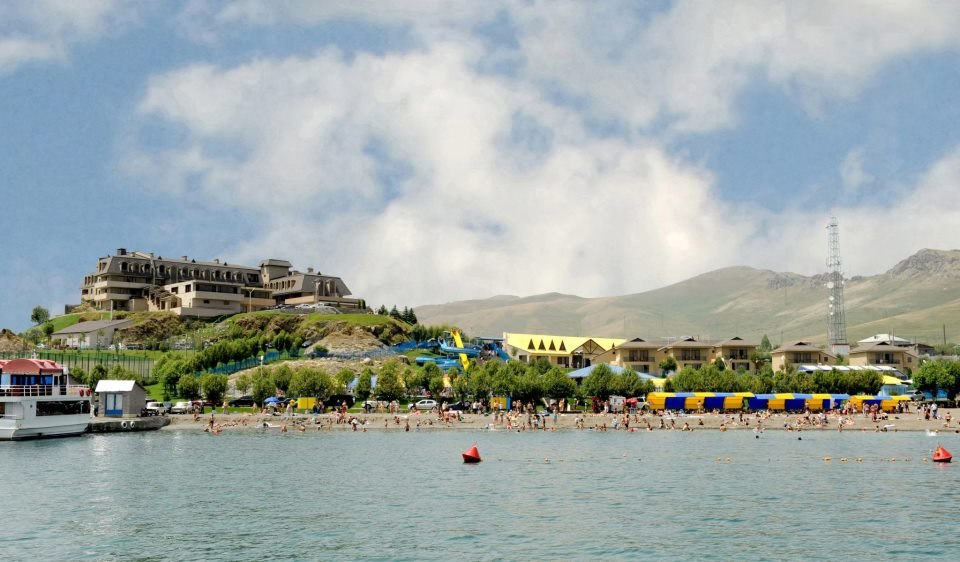
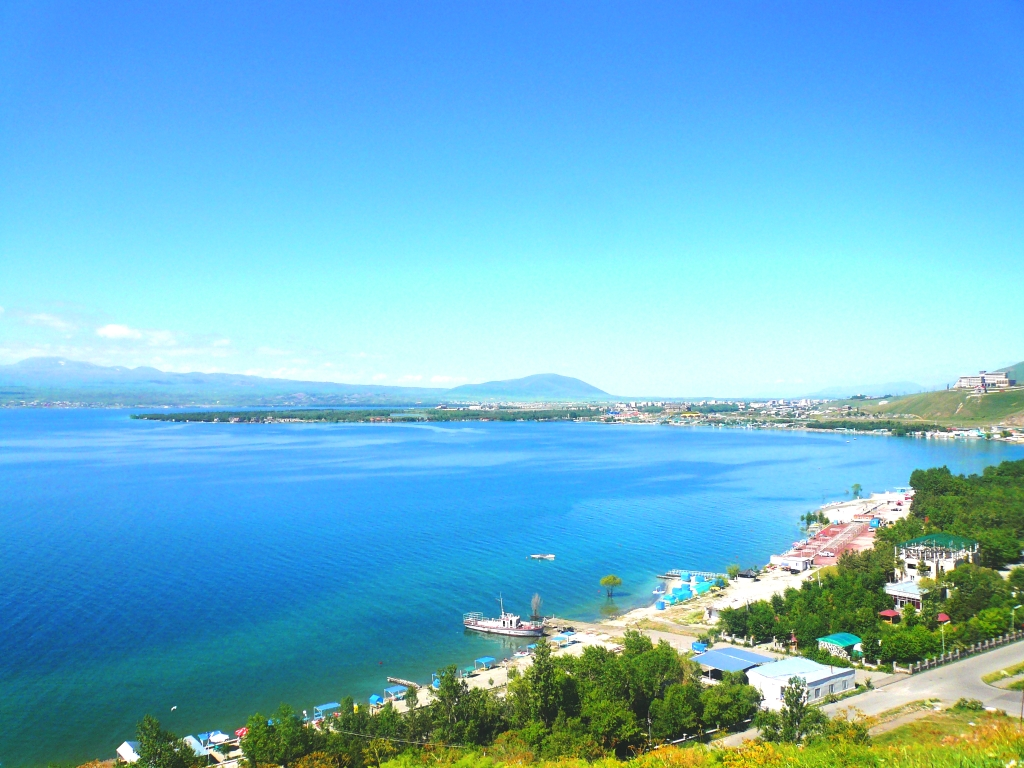